# 기자키촌 (니가타현)
기자키촌(木崎村)은 니가타현 기타칸바라군에 있던 촌이다. 1955년 3월 31일 합병으로 소멸되어 현재는 니가타시 기타구의 일부가 되었다. 
아래의 설명은 합병 직전 당시의 구 기자키촌에 대한 설명이며, 현재는 명칭 등이 다를 수 있다. 또한, 여기에 기술되지 않은 내용에 대해서는 기타구 (니가타시)기자키 지구 등의 기사를 참조.

## 역사
- 1906년 4월 1일 - 기타칸바라군 기자키촌이 성립하였다.
- 1922년 - 기자키촌 소작쟁의가 발생하였다.
- 1955년 3월 31일 - 구즈즈카정, 오카가타촌과 합병해 도요사카정이 되어 소멸하였다.

## 교통

### 철도
현재는 구 촌에는 일본국유철도 (현 동일본 여객철도) 하쿠신선 하야도리역이 설치되었지만 당시엔 미개업이였다.

### 도로
- 1급 국도
  - 국도 제7호선